# Movimiento de Acción Solidaria
El Movimiento de Acción Solidaria (MAS) fue un partido político guatemalteco que estuvo vigente entre los años 1986 y 2000, estuvo liderado por el expresidente de Guatemala ingeniero Jorge Serrano Elías. Después de 1996 fue conocido como Acción Reconciliadora Democrática (ARDE) hasta su disolución en 2000.

## Historia
El partido Movimiento de Acción Solidaria fue fundado en 1986 por el político e ingeniero guatemalteco Jorge Serrano Elías, que en ese entonces había obtenido el tercer lugar en las elecciones presidenciales de 1985. Serrano había competido por el Partido Democrático de Cooperación Nacional y el Partido Revolucionario.
En las elecciones generales de 1990, el Movimiento de Acción Solidaria obtuvo el segundo lugar en la primera vuelta, pasando al balotaje; derrotando fácilmente al periodista Jorge Carpio Nicolle, de la Unión del Centro Nacional. El ingeniero Serrano fue elegido presidente en segunda vuelta con el 65% de los votos. Sin embargo, obtuvo 18 escaños en el Congreso de la República, posicionándose como la tercera fuerza política de la legislatura, 5 diputados al Parlacen y 15 alcaldías.
Posterior a los eventos del Serranazo, se convocaron elecciones legislativas en 1994; donde el Movimiento de Acción Solidaria obtuvo un pobre desempeño electoral y no obtuvo ningún escaño en el Congreso. A raíz de eso el 4 de agosto de 1996 un grupo de jóvenes de Quetzaltenango tomaron el control de la dirigencia y decidieron modificar sus estatutos, imagen y nombre para borrar el pasado complicado que había tenido, lo convirtieron en la «Acción Reconciliadora Democrática (ARDE)», participaron en las elecciones de 1999 donde obtuvo el quinto lugar en la elección presidencial. Fue cancelado por el Tribunal Supremo Electoral por no haber cumplido con los requisitos necesarios para asegurar su vigencia.

## Resultados electorales

### Presidenciales
| Año electoral                          | Candidato                       | 1.ª vuelta     | 1.ª vuelta  | 2.ª vuelta     | 2.ª vuelta  |
| Año electoral                          | Candidato                       | Total de votos | Porcentaje  | Total de votos | Porcentaje  |
| -------------------------------------- | ------------------------------- | -------------- | ----------- | -------------- | ----------- |
| 1990                                   | Jorge Serrano Elías             | 375.119        | 24,14% (2°) | 936.385        | 64,55% (1°) |
| Como Acción Reconciliadora Democrática |                                 |                |             |                |             |
| 1999                                   | Juan Francisco Bianchi Castillo | 45.470         | 2,07% (5°)  |                |             |

### Legislativos
| Año electoral                          | Distritales    | Distritales | Distritales | Distritales | Listado Nacional | Listado Nacional | Listado Nacional | Listado Nacional | Total  |
| Año electoral                          | Total de votos | Porcentaje  | Escaños     | +/-         | Total de votos   | Porcentaje       | Escaños          | +/-              | Total  |
| -------------------------------------- | -------------- | ----------- | ----------- | ----------- | ---------------- | ---------------- | ---------------- | ---------------- | ------ |
| 1990                                   | 225.031        | 14,02 (4°)  | 10/87       | 10          | 375.119          | 24,14 (2°)       | 8/29             | 8                | 18/116 |
| 1994                                   | 23.604         | 3,64 (6°)   | 0/64        | 10          | 20.418           | 3,18 (6°)        | 0/16             | 8                | 0/80   |
| Como Acción Reconciliadora Democrática |                |             |             |             |                  |                  |                  |                  |        |
| 1999                                   | 77.066         |             | 0/91        | =           | 57.310           |                  | 0/22             | =                | 0/113  |

### Municipales
| Comicios                               | Votos  | %    | Alcaldes | Alcaldes en coalición     |
| -------------------------------------- | ------ | ---- | -------- | ------------------------- |
| 1988                                   |        |      | 2/272    | 26/272                    |
| 1990                                   | 95 190 | 5,3% | 15/300   | No participó en coalición |
| 1993                                   |        |      | 103/276  | 2/276                     |
| Como Acción Reconciliadora Democrática |        |      |          |                           |
| 1999                                   |        |      | 4/330    | No participó en coalición |

### Parlamento Centroamericano
| Año electoral                          | Distritales    | Distritales  | Distritales | Distritales |
| Año electoral                          | Total de votos | Porcentaje   | Escaños     | +/-         |
| -------------------------------------- | -------------- | ------------ | ----------- | ----------- |
| 1990                                   |                |              | 5/20        | 5           |
| 1995                                   | No participó   | No participó | 0/20        |             |
| Como Acción Reconciliadora Democrática |                |              |             |             |
| 1999                                   |                |              | 0/20        | 3           |